# Manlio Biccolini
Manlio Biccolini (Firenze, 19 dicembre 1916 – Roma, 5 febbraio 1991) è stato un aviatore e generale italiano.
Pilota di grande esperienza della Regia Aeronautica partecipò alla seconda guerra mondiale, venendo decorato più volte per il valore dimostrato in combattimento. Dopo la fine del conflitto raggiunse il grado di Generale di squadra aerea.

## Biografia
Nacque a Firenze il 19 dicembre 1916. Appassionato di aviazione, a diciotto anni ottenne il brevetto di pilota premilitare su velivolo Caproni Ca.100. Nel 1936 venne ammesso a frequentare il Corso Rex della Regia Accademia Aeronautica di Caserta. Durante i tre anni di frequentazione dell'Accademia fu decorato con la Medaglia di bronzo al valor aeronautico per un brillante atterraggio effettuato con il motore del suo caccia Fiat C.R.32 in fiamme. Diventato ufficiale pilota nel 1939, venne assegnato alla 357ª Squadriglia, 22º Gruppo (22º Gruppo Autonomo Caccia Terrestre), del 52º Stormo basato a Ciampino sud. Il personale di tale squadriglia confluì, successivamente, nella 378ª Squadriglia del 155º Gruppo Autonomo Caccia Terrestre, alla sua costituzione il 15 gennaio 1941. In seno al 155º Gruppo Autonomo,, dapprima basato a Ciampino sud e subito destinato agli aeroporti dell'ASI, e che poi a Gela dall'aprile 1942 venne inquadrato nel 51º Stormo del tenente colonnello Aldo Remondino, partecipò alle operazioni belliche in Africa Settentrionale, sul Mediterraneo, su Malta, in Tunisia, in Sicilia, e in Sardegna. Dal mese di luglio 1943, e fino al dicembre del 1943 ebbe il comando della 378ª Squadriglia del 155º Gruppo.
A partire dall'aprile 1943 il 155º Gruppo iniziò il riequipaggiamento con il nuovo caccia Macchi C.205 Veltro sugli aeroporti del Lazio. Nel mese di maggio il Gruppo si trasferì in zona di operazioni, sull'aeroporto di Monserrato, in provincia di Cagliari. Alla data della proclamazione dell'armistizio con gli angloamericani, l'8 settembre 1943, in ottemperanza agli ordini ricevuti trasferì la sua squadriglia sugli aeroporti pugliesi. Dal gennaio al settembre del 1944, con il grado di capitano, fu comandante del 155º Gruppo del 51º Stormo inquadrato nella Italian Co-belligerant Air Force.
Durante il periodo bellico totalizzò oltre 500 ore di voli operativi, effettuati su velivoli da caccia Fiat C.R.32, Fiat G.50bis Freccia, Macchi C.202 Folgore e Macchi C.205 Veltro. Per la sua attività fu decorato con due Medaglie d’argento “sul campo” e di una Medaglia di bronzo al valor militare e di una Croce di guerra al valor militare “sul campo”. Gli fu inoltre riconosciuto un avanzamento di grado per meriti di guerra ed il diritto di fregiarsi del Distintivo Caccia Intercettori di 1ª classe, in oro.
Dopo la fine della seconda guerra mondiale ricoprì numerosi incarichi in seno allo Stato maggiore dell'Aeronautica Militare Italiana. Tra il 1953 e il 1954 fu il primo comandante del ricostituito 22º Gruppo della 51ª Aerobrigata, dotato di cacciabombardieri Republic F-84G Thunderjet, basato sull'aeroporto di Istrana. Nel 1960 fu Comandante del Reparto sperimentale di volo di Pratica di Mare. Continuò la sua carriera presso l'Accademia Aeronautica di Pozzuoli, e poi come Capo del 2º Reparto Stato Maggiore Aeronautica, Comandante Operativo della 2ª Regione Aerea e Capo di Stato Maggiore del Comando Nazionale Difesa Aerea. Andò in pensione nel 1974 con il grado di generale di squadra aerea. Si spense a Roma il 5 febbraio 1991, ma fino all'ultimo mantenne forti, e stretti, legami con l'Aeronautica Militare, come Presidente della sezione di Roma dell'Associazione Arma Aeronautica e Vice Presidente dell'ONFA (Opera Nazionale Figli Aviatori).

### Annotazioni
1. ↑  La sua famiglia aveva una forte tradizione aeronautica. Due zii materni furono Ufficiali Piloti, e uno dei suoi fratelli maggiori, Poliuto, frequentò il Corso Pegaso della Regia Accademia Aeronautica e, assegnato al 34º Stormo Bombardamento Terrestre, perì in un tragico incidente in Sicilia, al rientro da una missione bellica il 14 giugno 1940.
2. ↑  Tra i suoi colleghi di corso Adriano Visconti, Livio Bassi, Alfredo Fusco, Giulio Cesare Graziani, Alessandro Setti, Emanuele Annoni e Carlo Copello.
3. ↑  Tale squadriglia, basata sull'aeroporto di Pontedera, era al comando del maggiore pilota Giovanni Borzoni.
4. ↑  Sempre nominalmente in seno al 52º Stormo C.T., ed equipaggiato con i caccia Fiat G.50bis.
5. ↑  All'epoca il Gruppo era al comando del maggiore Duilio Fanali.
6. ↑  Fu anche membro del “Circolo del 51”, e Vicepresidente dell'Opera Nazionale per i figli degli aviatori.

### Fonti
1. 1 2  Apostolo 1991, p. 31.
2. 1 2  Apostolo, Cattaneo, Massimello 2006, p. 20.
3. ↑  Apostolo, Cattaneo, Massimello 2006, p. 21.
4. ↑  Apostolo, Cattaneo, Massimello 2006, p. 22.
5. ↑  Apostolo, Cattaneo, Massimello 2006, p. 27.
6. 1 2 3  Brotzu, Caso, Cosolo 1972, p. 10.
7. 1 2  Brotzu, Caso, Cosolo 1972, p. 11.
8. ↑  Brotzu, Caso, Consolo 1972, p. 12.
9. ↑  Bollettino Ufficiale 1943, disp. 7ª, registrato alla Corte dei Conti addì 4 maggio 1943, registro 20 Aeronautica, foglio n.263.
10. ↑  Bollettino Ufficiale 1942, disp. 50ª, registrato alla Corte dei Conti addì 4 gennaio 1943, registro 14 Aeronautica, foglio n.136.